# Chinsluiptimalia
De chinsluiptimalia (Spelaeornis oatesi) is een zangvogel uit de familie Timaliidae (timalia's). Deze vogel is genoemd naar de Britse ingenieur en ornitholoog Eugene William Oates.

## Verspreiding en leefgebied
Deze soort komt voor in zuidoostelijk Assam en westelijk Myanmar.

## Status
De grootte van de populatie is niet gekwantificeerd maar de soort wordt omschreven als plaatselijk algemeen. Op de Rode lijst van de IUCN heeft deze soort de status niet bedreigd.